# Lista över aktiva svenska serietidningar
Detta är en lista över serietidningar som utges i Sverige 2013. Seriealbum, seriefanzin och pysseltidningar/aktivitetsmagasin med enstaka serieinslag är undantagna. 
| Titel               | Nuvarande förlag | Startår | Antal utgåvor (årsskiftet 2012/13) | Anmärkning                                                                     |
| ------------------- | ---------------- | ------- | ---------------------------------- | ------------------------------------------------------------------------------ |
| 87:an Axelsson      | Egmont           | 1994    | 98                                 |                                                                                |
| 91:an               | Egmont           | 1956    | 1302                               |                                                                                |
| 91:an kavalkad      | Egmont           | 2008    | 15                                 |                                                                                |
| Agent X9            | Egmont           | 1969    | 560                                | 1969-1971 var titeln X9                                                        |
| Bamse               | Egmont           | 1973    | 533                                |                                                                                |
| Bamse Extra         | Egmont           | 2007*   | 15                                 |                                                                                |
| Bamses äventyr      | Egmont           | 2005    | 42                                 |                                                                                |
| Fantomen            | Egmont           | 1950    | 1525                               |                                                                                |
| Galago              | Ordfront         | 1980    | 109                                |                                                                                |
| Herman Hedning      | Egmont           | 1998    | 115                                |                                                                                |
| Humorklassiker      | Egmont           | 2007    | 36                                 |                                                                                |
| Hälge               | Egmont           | 2000    | 130                                |                                                                                |
| Inrutat             | Egmont           | 2012    | 2                                  |                                                                                |
| Kalle Anka & C:o    | Egmont           | 1948    | 2887                               |                                                                                |
| Kalle Anka Extra    | Egmont           | 2010*   | 26                                 |                                                                                |
| Knasen              | Egmont           | 1970    | 955                                |                                                                                |
| Min Häst            | Egmont           | 1972    | 1041                               |                                                                                |
| Musse Pigg & C:o    | Egmont           | 1980    | 260                                |                                                                                |
| Nya Serieparaden    | Egmont           | 2010    | 24                                 |                                                                                |
| Pondus              | Egmont           | 2001    | 108                                |                                                                                |
| Rocky Magasin       | Egmont           | 2002    | 67                                 | 2002-2003 var titeln Pondus Presenterar Rocky                                  |
| Scooby-Doo          | Egmont           | 2005*   | 92                                 |                                                                                |
| Smurfarna           | Egmont           | 2011*   | 8                                  |                                                                                |
| Spider-Man          | Egmont           | 1978*   | 419                                | 1978-1999 var titeln Spindelmannen                                             |
| Tom & Jerry         | Egmont           | 1979*   | 402                                |                                                                                |
| Tom & Jerry Special | Egmont           | 2011*   | 16                                 |                                                                                |
| Uti Vår Hage        | Egmont           | 2002    | 63                                 |                                                                                |
| Utopi               | Kolik            | 2011    | 8                                  |                                                                                |
| The Walking Dead    | Egmont           | 2013    | -                                  |                                                                                |
| Wendy               | Egmont           | 1982    | 474                                | 1982-1994 var titeln Penny och 1994-1997 växlade titeln mellan Penny och Wendy |
| W.I.T.C.H.          | Egmont           | 2001    | 130                                |                                                                                |

* anger att en eller flera tidigare versioner av titeln existerade - dessa är dock inte medräknade i antalet utgåvor.